# Estensione semplice
In matematica, ed in particolare in teoria dei campi, un'estensione di campi {\displaystyle L/K} si dice estensione semplice se esiste un elemento {\displaystyle u\in L} tale che {\displaystyle L=K(u)}.

## Esempi
- L'estensione {\displaystyle \mathbb {Q} ({\sqrt {2}})} è un'estensione semplice di {\displaystyle \mathbb {Q} } (in {\displaystyle \mathbb {R} }).
- L'estensione {\displaystyle \mathbb {Q} ({\sqrt {2}},\pi )} non è un'estensione semplice di {\displaystyle \mathbb {Q} }.
- L'estensione {\displaystyle \mathbb {Q} ({\sqrt {2}},{\sqrt {3}})} è un'estensione semplice di {\displaystyle \mathbb {Q} }: risulta infatti che {\displaystyle \mathbb {Q} ({\sqrt {2}},{\sqrt {3}})=\mathbb {Q} ({\sqrt {2}}+{\sqrt {3}})}.
- Il campo complesso {\displaystyle \mathbb {C} } è estensione semplice del campo dei reali {\displaystyle \mathbb {R} }: si ha infatti che {\displaystyle \mathbb {C} =\mathbb {R} (i)}.
- L'estensione {\displaystyle \mathbb {R} (i,i{\sqrt {3}})} è ancora un'estensione semplice di {\displaystyle \mathbb {R} }, essendo: {\displaystyle \mathbb {R} (i,i{\sqrt {3}})=\mathbb {R} (i)=\mathbb {C} }.